# Prestonsburg
Prestonsburg is een plaats (city) in de Amerikaanse staat Kentucky, en valt bestuurlijk gezien onder Floyd County.

## Demografie
Bij de volkstelling in 2000 werd het aantal inwoners vastgesteld op 3612.
In 2006 is het aantal inwoners door het United States Census Bureau geschat op 3853, een stijging van 241 (6.7%).

## Geografie
Volgens het United States Census Bureau beslaat de plaats een oppervlakte van
28,7 km², waarvan 28,2 km² land en 0,5 km² water. Prestonsburg ligt op ongeveer 187 m boven zeeniveau.

## Plaatsen in de nabije omgeving
De onderstaande figuur toont nabijgelegen plaatsen in een straal van 28 km rond Prestonsburg.

## Geboren
- Boyd Holbrook (1981), acteur en model